# مشغل ألكوبيير

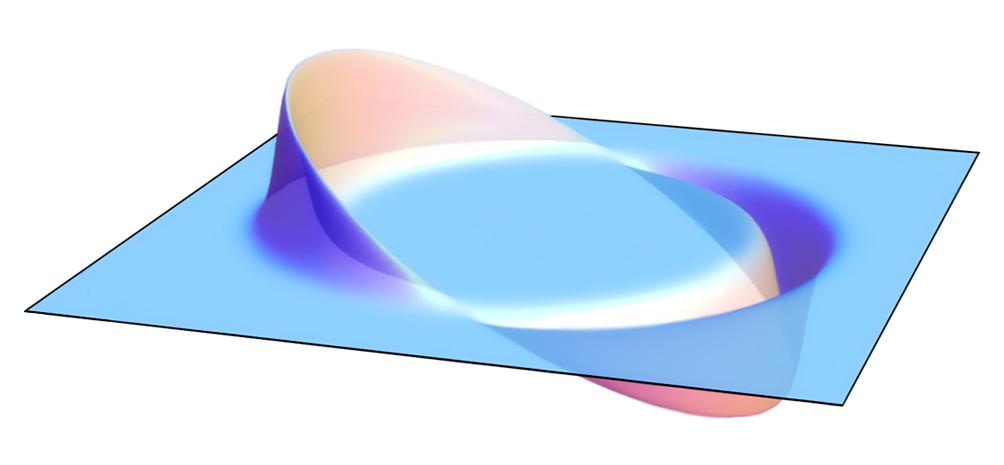
تخيل ثنئائي الأبعاد لمشغل ألكوبيير توضح المناطق المتقابلة من التمدد والانكماش في الزمكان والتي تحرك المنطقة الوسطى

مشغل ألكوبيير أو مشغل ألكوبيير المعوج أو محرك الاعوجاج (أو ألكوبيير المتري إشارة إلى الشادّة المترية)، هي فكرة تأملية مبنية على حل لمعادلات أينشتاين للمجال في النسبية العامة كما اقترح عالم الفيزياء النظرية ميجيل ألكوبيير، والتي من خلالها تستطيع سفينة الفضاء تحقيق السفر بسرعة ظاهرية أسرع من الضوء إذا أمكن خلق مجال شكلي كثافة طاقته أقل من كثافة طاقة الفراغ (أي الكتلة السالبة).
بدلا من خرق سرعة الضوء داخل إطار مرجعي محلي، ستقطع سفينة الفضاء المسافات من خلال انكماش الفضاء أمامها وتمدد الفضاء خلفها، مما يؤدي إلى سفر فعال أسرع من الضوء. لا يمكن للأجسام التسارع لأسرع من الضوء في الزمكان العادي، بدلا من ذلك ينقل مشغل ألكوبيير الفضاء حول الجسم لكي يصل الجسم إلى وجهته أسرع من سرعة الضوء في الظروف العادية وبدون خرق قوانين الفيزياء.
على الرغم من توافق المترية التي قدمها ألكوبيير مع معادلات أينشتاين للمجال، إلا أنها قد لا يكون لها معنى فيزيائيا، وفي هذه الحالة لن يكون المشغل ممكنا. حتى إن كان للأمر معنى فيزيائيا، فإن إمكانيته لا تعني أن المشغل قابل للتكوين. توحي الآلية المقترحة لمشغل ألكوبيير أن كثافة الطاقة السلبية تتطلب مادة عجيبة. لذا إن لم توجد المادة العجيبة ذات الخصائص الصحيحة، فإن المشغل لا يمكن تكوينه. إلا أنه قرب نهاية مقالته، قال ألكوبيير (بعد نقاش سببه الفيزيائيون المحللون للثقوب الدودية القابلة للعبور) أن فراغ كازيمير بين لوحين متوازيين يمكن أن يحقق الطاقة السالبة المطلوبة لمشغل ألكوبيير.
مشكلة أخرى قد تكون أنه على الرغم أن مترية ألكوبيير متوافقة مع معادلات أينشتاين للمجال، إلا أن النسبية العامة لا تتضمن ميكانيكا الكم. قدم بعض الفيزيائيين آراءهم مقترحين أن نظرية الجاذبية الكمية ستقضي على هذه الحلول في النسبية العامة التي تسمح بالسفر للخلف في الزمن.

## التاريخ
في 1994، اقترح ألكوبيير نظرية فيزيائية عن طريقة لتغيير شكل الكون من خلال خلق موجة والتي ستسبب انكماش نسيج الكون أمام سفينة الفضاء وتمدد نسيج الكون خلفها. بعد ذلك ستركب سفينة الفضاء هذه الموجة داخل منطقة من الفضاء المسطح –المعروف باسم الفقاعة المعوجة- ولن تتحرك داخل الفقاعة نفسها بل ستُحمل بدلا من ذلك مع تحرك المنطقة نفسها بسبب أفعال المشغل. كان من المعتقد أن المشغل يحتاج الكثير من الطاقة السالبة حتى قال هارولد سوني وايت أن كمية الطاقة المطلوبة يمكن تقليلها إذا غيرنا الفقاعة المعوجة إلى خاتم معوج.

## مترية ألكوبيير
تعرّف مترية ألكوبيير زمكان المشغل المعوج، والتي تكون تشعب لورنتزيان والذي يسمح عند تفسيره في ضوء نظرية النسبية العامة بظهور فقاعة معوجة في زمكان مسطح سابقا، وبأن تتحرك فعلا أسرع من سرعة الضوء. داخل الفقاعة هو إطار قصور ذاتي مرجعي ولا يعاني الساكنون من أي تسارع. لا تشتمل طريقة النقل هذه على أجسام تتحرك بسرعة أكبر من سرعة الضوء بالنسبة إلى محتويات الفقاعة المعوجة، أي أن الحزمة الضوئية داخل الفقاعة المعوجة ستتحرك أيضا دائما أسرع من السفينة الفضائية. لأن الأجسام داخل الفقاعة لا تتحرك (محليا) أسرع من الضوء، فإن المعادلات الرياضية لمترية ألكوبيير متوافقة مع الادعاءات التقليدية لقوانين النسبية (وهي أن الأجسام ذات الكتلة لا يمكنها أن تصل إلى سرعة تفوق سرعة الضوء)، ولن تحدث التأثيرات النسبية التقليدية مثل تمدد الزمن كما تحدث في الحركة التقليدية المقتربة من سرعة الضوء.
إلا أن مشغل ألكوبيير لا يزال مفهوما نظريا مع مشاكل صعبة على ما يبدو، على الرغم من أن كمية الطاقة المطلوبة لم تعد أضخم من ما يمكن الحصول عليه.

## رياضيات مشغل ألكوبيير
باستخدام شكلية أدم (ADM formalism) في النسبية العامة، يمكن وصف الزمكان من خلال تطريق الأسطح الفائقة للزمن الثابت المتناسق ز، مما يأخذ الصيغة العامة التالية:
{\displaystyle ds^{2}=-\left(\alpha ^{2}-\beta _{i}\beta ^{i}\right)\,dt^{2}+2\beta _{i}\,dx^{i}\,dt+\gamma _{ij}\,dx^{i}\,dx^{j},}
حيث
- α هي معامل الخطأ الذي يرمز إلى فترة الوقت المناسبة بين سطحين فائقين متقاربين.
- βi هو متجه النقل الذي يربط بين الأنظمة المكانية المتناسقة على أسطح فائقة مختلفة.
- γij هي المترية الموجبة الحاسمة على كل سطح من الأسطح الفائقة.

الصيغة الفعلية التي درسها ألكوبيير هي:
{\displaystyle {\begin{aligned}\alpha &=1,\\\beta ^{x}&=-v_{s}(t)f{\big (}r_{s}(t){\big )},\\\beta ^{y}&=\beta ^{z}=0,\\\gamma _{ij}&=\delta _{ij},\end{aligned}}}
حيث:
{\displaystyle {\begin{aligned}v_{s}(t)&={\frac {dx_{s}(t)}{dt}},\\r_{s}(t)&={\sqrt {{\big (}x-x_{s}(t){\big )}^{2}+y^{2}+z^{2}}},\\f(r_{s})&={\frac {\tanh {\big (}\sigma (r_{s}+R){\big )}-\tanh {\big (}\sigma (r_{s}-R){\big )}}{2\tanh(\sigma R)}},\end{aligned}}}
مع المؤشرات العشوائية R > 0 و σ > 0. من هنا يمكن كتابة صيغة ألكوبيير الخاصة للمترية على الصورة:
{\displaystyle ds^{2}=\left(v_{s}(t)^{2}f{\big (}r_{s}(t){\big )}^{2}-1\right)\,dt^{2}-2v_{s}(t)f{\big (}r_{s}(t){\big )}\,dx\,dt+dx^{2}+dy^{2}+dz^{2}.}
مع هذه الصيغة الخاصة من المترية، يمكن إظهار أن كثافة الطاقة عند قيام الراصدون بقياسها (سرعتهم عادية بالنسبة إلى الأسطح الفائقة) هي:
{\displaystyle -{\frac {c^{4}}{8\pi G}}{\frac {v_{s}^{2}\left(y^{2}+z^{2}\right)}{4g^{2}r_{s}^{2}}}\left({\frac {df}{dr_{s}}}\right)^{2},}
حيث g هي محدد الشادّة المترية.
من هنا ولأن كثافة الطاقة سالبة، نحتاج إلى مادة عجيبة لتسافر أسرع من سرعة الضوء. لا يمكن نفي وجود المادة العجيبة نظريا، إلا أن توليد والحفاظ على مادة عجيبة كافية للأداء عند تخطي سرعة الضوء (وأيضا للحفاظ على «فتحة» الثقب الدودي مفتوحة) هو شيء غير عملي. جادل لوف أنه في سياق النسبية العامة، فإنه من المستحيل تكوين مشغل معوج في غياب المادة العجيبة.

## الفيزياء
بالنسبة للمعتادين على تأثيرات النسبية الخاصة –مثل تقلص الأطوال وتمدد الوقت-، نجد أن مترية ألكوبيير لها جوانب أخرى مختلفة. خاصة، أظهر ألكوبيير أن سفينة الفضاء التي تستخدم مشغل ألكوبيير تسافر في سقوط حر جيوديسي حتى عند تسارع الفقاعة المعوجة، فطاقم السفينة سيكون في سقوط حر أثناء التسارع بدون الشعور بقوى جاذبية التسارع. إلا أنه سيكون هناك قوى مد هائلة قرب حواف الأحجام مسطحة الفضاء بسبب انحناء الفضاء الكبير هناك، إلا أن التحديد المناسب للمترية سيجعلها أقل ما يمكن داخل الحجم الذي تشغله السفينة.
تمتلك مترية المشغل المعوج الأصلية والأنواع المتعددة البسيطة منها صورة أدم ADM form والتي تُستخدم عادة في مناقشة تكوين القيمة الأولية للنسبية العامة. هذا قد يفسر سوء الفهم العام أن هذا الزمكان هو حل لمعادلة المجال في النسبية العامة. المترية في صورة أدم ADM form متناسبة مع تصنيف معين من راصدي القصور الذاتي، إلا أن هؤلاء الراصدين ليسوا مميزين فيزيائيا عن التصانيف الأخرى. فسر ألكوبيير «الفقاعة المعوجة» الخاصة به في صورة انكماش الفضاء أمام الفقاعة وتمدده خلفها، إلا أن هذا التفسير قد يسبب سوء فهم لأن الانكماش والتمدد يشيران فعليا إلى الحركة النسبية للأعضاء المجاورين لتصنيف راصدي أدم ADM observers.
في النسبية العامة، علينا أولا تحديد توزيع مقبول للمادة والطاقة، ثم إيجاد جيومترية الزمكان المرتبطة بها، إلا أنه من الممكن أيضا توجيه معادلات أينشتاين للمجال في الاتجاه المقابل عن طريق تحديد مترية أولا ثم إيجاد جادّية الطاقة وكمية الحركة الخطية المرتبطة بها، وهذا ما فعله ألكوبيير عند بنائه المترية الخاصة به. تعني هذه الممارسة أن الحل قد يخرق عدة حالات طاقة وقد يتطلب مادة عجيبة. تطرح الحاجة للمادة العجيبة أسئلة بخصوص ما إذا كنا نستطيع توزيع المادة في زمكان أولى يفتقر إلى فقاعة معوجة بحيث تتكون الفقاعة في وقت لاحق، على الرغم من تقديم بعض الفيزيائيين نماذج لأنواع زمكان ديناميكية بها مشغل معوج والتي تتكون فيها الفقاعة المعوجة في فضاء مسطح سابقا. علاوة على ذلك وطبقا لسيرجي كراسنيكوف، فإن تكوين فقاعة في فضاء مسطح سابقا لرحلة في اتجاه واحد يتطلب إجبار المادة العجيبة على الحركة في سرعة محلية تتخطى سرعة الضوء، الأمر الذي سيتطلب وجود تاكيون، على الرغم من أن كراسنيكوف لاحظ أيضا أنه عندما لا يكون الزمكان مسطحا من البداية، يمكن تحقيق نتيجة مماثلة بدون تاكيون من خلال وضع بعض الأجهزة مقدما على طول خط السفر وبرمجتها بأن تعمل في لحظات محددة سابقا وبأن تعمل بطريقة محددة سابقا. تتجنب بعض الطرق المقترحة مشكلة حركة التاكيون، إلا أنها ستسبب غالبا حدوث تفرد مجرد في مقدمة الفقاعة. علق ألين إفريت وتوماس رومان على اكتشافات كراسنيكوف قائلين:
«الاكتشافات لا تعني أن فقاعات ألكوبيير –إن أمكن تكوينها- لا يمكن أن تُستخدم كوسيلة للسفر الأسرع من الضوء، بل تعنى فقط أن الأفعال المطلوبة لتغيير المترية وتكوين الفقاعة يجب أن تتم سلفا عن طريق بعض الراصدين والذين يحتوي مخروطهم الضوئي في المقدمة على كل مسار الفقاعة».
على سبيل المثال، إذا أردنا أن نسافر إلى نجم ذنب الدجاجة (على بعد 2600 سنة ضوئية) ووصلنا في مدة زمنية أقل من 2600 سنة في المستقبل طبقا للساعات الخارجية، فإن الأمر سيتطلب أن أحدا ما قد بدأ بالفعل العمل على إعوجاج الفضاء من الأرض إلى نجم ذنب الدجاجة على الأقل منذ 2600 سنة مضت:
«يمكن لسفينة الفضاء المتمركزة بدقة بالنسبة إلى مسار الفقاعة أن تختار دخول الفقاعة مثل اختيار مسافر ما ركوب سيارة ما عابرة، وبالتالي تتم الرحلة الأسرع من الصوت...كما وضح كارسينكوف، فإن احتياطات السببية لا تمنع طاقم السفينة الفضائية من الترتيب –من خلال أفعالهم الشخصية- لإكمال رحلة دائرية من الأرض إلى نجم بعيد والعودة وقت قصير عشوائيا عند قياسه بساعات كوكب الأرض، من خلال تغيير المترية على طول مسار رحلتهم الموجهة».

### الجاذبية المتكافئة
في إطار الجاذبية المتكافئة –امتداد من النسبية العامة حيث يتم الحفاظ المحلي على زوايا الزمكان- لا تخرق مترية ألكوبيير حالة الطاقة الضعيفة لأشكال الزمكان المعينة، وبالتالي لن يتطلب السفر الأسرع من الضوء وجود المادة العجيبة.

## الصعوبات
هناك مشاكل واضحة في مترية هذه الصورة لأن كل نظريات الزمكان المعوج المعروفة تخرق العديد من حالات الطاقة. على الرغم من ذلك، يمكن تحقيق مشغل معوج من نوع ألكوبيير من خلال استغلال بعض الظواهر الكمية المثبتة تجريبيا مثل تأثير كازيمير الذي يؤدي إلى كتلة-طاقة سالبة، والتي يمكن وصفها في ضوء نظريات المجال الكمية.

### متطلبات كتلة-الطاقة
إذا صحت التفاوتات الكمية المعينة التي خمنها فورد ورومان، فإن متطلبات الطاقة لبعض المشغلات المعوجة قد تصبح كبيرة بصورة هائلة كما أنها ستكون سالبة. على سبيل المثال، فإن الأمر سيتطلب طاقة مكافئة لكتلة −1064 كجم لنقل سفينة فضاء صغيرة عبر مجرة درب التبانة، وهي كمية تتجاوز الكتلة التقديرية للكون المنظور. قُدمت آراء مضادة لهذه المشاكل الواضحة أيضا.
حاول كريس فان دين بروك من جامعة لوفان الكاثوليكية في بلجيكا في 1999 أن يحدد المشاكل المحتملة. من خلال انكماش مساحة سطح البُعد للفقاعة التي ينقلها المشغل، بينما في نفس الوقت تمدد الحجم ثلاثي الأبعاد الذي تحتويه الفقاعة، تمكن فان دين بروك من تقليل الطاقة الكلية المطلوبة لنقل ذرات صغيرة إلى كتلة أقل من ثلاث شموس. لاحقا ومن خلال التعديل على نموذج فان دين بروك، قلل سيرجي كراسينكوف الكمية الكلية المطلوبة من الكتلة السالبة إلى بضعة مليجرامات. وصف دين بروك هذا بوضوح في قوله بأن الطاقة الكلية يمكن تقليلها بصورة كبيرة من خلال جعل مساحة سطح الفقاعة المعوجة نفسها صغيرة ميكروسكوبيا، بينما في نفس الوقت تمدد الحجم المكاني داخل الفقاعة. إلا أن فان دين بروك استنتج أن كثافة الطاقة المطلوبة لا تزال غير ممكنة، شأنها شأن الحجم الصغير لهيكل الزمكان المطلوب.
في 2012، أعلن الفيزيائي هارولد وايت ومعاونوه أن تعديل جيومترية المادة العجيبة قد يقلل كتلة-الطاقة المطلوبة لسفينة فضاء كبيرة من ما يساوي كوكب المشتري إلى سفينة الفضاء فوياجر 1 (حوالي 700 كجم) أو أقل، كما أعلنوا نيتهم في إجراء بعض التجارب صغيرة الحجم من أجل تكوين مجالات معوجة. اقترح وايت تغيير شكل الفقاعة المعوجة من كرة إلى طارة. بالإضافة إلى ذلك، إذا أمكن تذبذب كثافة الفضاء المعوج مع الوقت، فإنه يمكن تقليل الطاقة المطلوبة أكثر من ذلك.

### وضع المادة
اقترح كراسينكوف أنه إذا كنا لا نستطيع إيجاد أو استخدام مادة تاكيونية، فقد يكون الحل في تنظيم الكتل على طول مسار السفينة الفضائية بحيث تكون حركتها منظمة بطريقة تسمح بتكوين المجال المطلوب. ولكن في هذه الحالة، فإن سفينة فضاء مشغل ألكوبيير يمكنها السفر في مسارات محددة -مثل السكك الحديدية- والتي هُيئت بالبنية التحتية المطلوبة. الطيار داخل الفقاعة غير متصل بجدرانها ولا يمكنه إجراء أي فعل خارج الفقاعة، ولا يمكن استخدام الفقاعة لأول رحلة إلى نجم بعيد لأن الطيار لا يمكنه وضع البنية التحتية أمام الفقاعة أثناء سفره. على سبيل المثال، يتطلب السفر إلى نجم النسر الواقع (الذي يبعد 25 سنة ضوئية عن الأرض) تجهيز كل شيء بحيث تظهر السفينة المسافرة إلى النسر الواقع بسرعة تتخطى سرعة الضوء. هذه التجهيزات ستتطلب بالتأكيد أكثر من 25 سنة.

### القدرة على النجاة داخل الفقاعة
يجادل مقال كتبه جوزيه ناتاريو (2002) أن أعضاء الفريق لا يمكنهم التحكم أو تغيير مسار أو إيقاف السفينة لأن السفينة لا يمكنها إرسال إشارات إلى مقدمة الفقاعة.
يستخدم مقال أحدث كتبه كارلوس بارسيلو وستيفانو فينازي وستيفانو ليبيراتي النظرية الكمية ليجادل بأن مشغل ألكوبيير المسافر بسرعة تتخطى سرعة الضوء هو شيء مستحيل، لأن الحرارة الهائلة الناتجة عن إشعاع هوكينغ ستدمر أي شيء داخل الفقاعة عند تخطيها لسرعة الضوء وستؤدي إلى انعدام ثبات الفقاعة نفسها. يجادل المقال أيضا أن هذه المشاكل ستكون غائبة إذا لم تتخطى الفقاعة سرعة الضوء، إلا أن المشغل لا يزال يتطلب وجود مادة عجيبة.

### التأثير التخريبي على الوجهة
جادل كل من بريندان ماكمونيجال وجيرينت ف. لويس وفيليب أوبراين أنه عند إبطاء سفينة مشغل ألكوبيير من سرعتها الأسرع من الضوء، فإن الجزيئات التي جمعتها الفقاعة في مسارها سيتم إطلاقها في صورة انفجار طاقة شبيهة بالموجة الصادمة عند تخطي سرعة الصوت، وفي حالة وجود الجزيئات في المقدمة فإن الطاقة قد تكون كافية لتدمير أي شيء في الوجهة مباشرة أمام السفينة.

### سمك الجدران
لا تزال كمية الطاقة السلبية المطلوبة لمثل هذا الدفع غير معروفة بعد. يرى بفينينغ وألين إيفيريت من جامعة تافتس أن سمك جدران فقاعة معوجة تسافر بسرعة 10 أضعاف سرعة الضوء يجب لن يتجاوز 10−32 متر قريب من طول بلانك البالغ 1.6 × 10−35 متر. طبقا لحسابات ميجيل ألكوبيير الأصلية، ستتطلب فقاعة ميكروسكوبية لتغلف سفينة فضائية بطول 200 متر كمية كلية من المادة العجيبة تتجاوز كمية المادة في الكون المنظورـ وستؤدي إلى شدّ المادة العجيبة لتصل إلى رفع بالغ يصل إلى 10−32 متر مما يجعل الأمر غير عملي. توجد بعض العقبات المماثلة أيضا في مسار كراسنيكوف الأسرع من الضوء. بنى كريس فان دين بروك حديثا تعديلا لنموذج ألكوبيير والذي يتطلب كمية مادة عجيبة أقل بكثير، ولكنه يضع المادة في «زجاجة» زمكان منحني عنقها حوالي 10−32 متر.

### خرق السببية والاضطراب شبه الكلاسيكي
تظهر حسابات الفيزيائي ألين إيفيريت أنه يمكن استخدام الفقاعات المعوجة لتكوين منحنيات زمنية مغلقة في النسبية العامة، مما يعني أن النظرية تتوقع أنه يمكن استخدامها في السفر عبر الزمن للخلف. في حين من الممكن أن قوانين الفيزياء الأساسية قد تسمح بمنحنيات زمنية مغلقة، إلا أن فرضية الحماية الزمنية تفترض أنه في كل الحالات التي تسمح بها النظرية الكلاسيكية للنسبية العامة، فإن التأثيرات الكمية ستتدخل لإلغاء الإمكانية مما يجعل إدراك هذه الأنواع من الزمكان مستحيلا. يبدو أن بعض النتائج في الجاذبية شبه الكلاسيكية تؤيد هذه الفرضية، بما في ذلك الحسابات الخاصة بالتأثيرات الكمية على زمكان المشغل المعوج التي تقترح أن الفقاعات المعوجة ستكون غير مستقرة، إلا أن الفرضية في النهاية لا يمكن تحديدها إلا من خلال النظرية الكاملة للجاذبية الكمية.
ناقش ميجيل ألكوبيير باختصار بعض هذه المشاكل في سلسلة من المحاضرات المنشورة على الإنترنت، حيث كتب فيها: «احذروا: ففي النسبية أي طريقة للسفر أسرع من الضوء يمكن استخدامها نظريا للسفر عبر الزمن للخلف». في الشريحة التالية تحدث عن فرضية الحماية الزمنية حيث كتب: «لم تُثبت الفرضية بعد (فلن تكون فرضية إذا كانت مثبتة) ولكن هناك آراء جيدة في صالحها بناء على نظرية المجال الكمي. لا تنفي الفرضية السفر أسرع من الضوء، ولكنها تقول فقط أنه إن وُجدت طريقة للسفر أسرع من الضوء واستخدمناها للسفر عبر الزمن، ستحدث مشكلة حيث ستنفجر الطاقة المجمعة أو ستكون ثقبا أسودا».

## التجارب

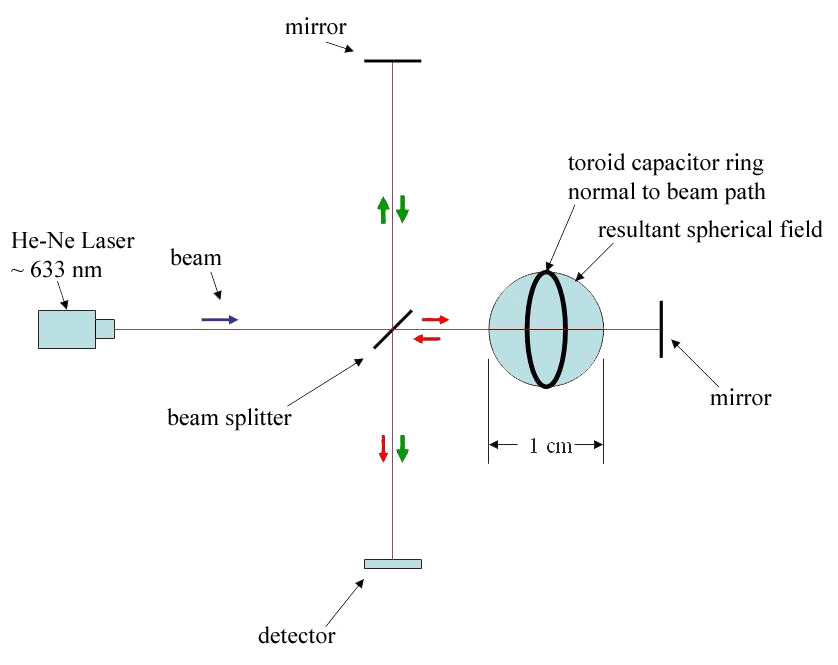
مفهوم وايت-جوردي المُقترح لمقياس التداخل في مجال الاعوجاج

في 2012، أعلن مختبر ناسا أنهم قد بنوا جهازا لقياس التداخل والذي –بناء على ادعائهم- سيكون قادرا على قياس الانبعاجات المكانية الناتجة عن تمدد وانكماش الزمكان في مترية ألكوبيير. وُصف العمل في ورقة بحثية لناسا كتبها هارولد سوني وايت. أظهر ألكوبيير ارتيابه بخصوص التجربة قائلا: «طبقا لفهمي لا يوجد طريقة لفعل ذلك، غالبا لعدة قرون قادمة إن كان على الإطلاق».

## العلاقة بمشغل ستار تريك
استخدم مسلسل ستار تريك التلفزيوني مصطلح «مشغل معوج» لوصف طريقتهم للسفر أسرع من الضوء. في وقت المسلسل لم تكن نظرية ألكوبيير قد تمت أو أي شيء مماثل لها، ولكن ألكوبيير قال في رسالة إلكترونية إلى ويليام شاتنر أنه استلهم نظريته مباشرة من المصطلح المستخدم في المسلسل، وأشار إلى «مشغل معوج في الخيال العلمي» في مقال له في 1994.